# Carlos Alcaraz (futebolista)
Carlos Jonas "Charly" Alcaraz Durán (La Plata, 30 de novembro de 2002) é um futebolista argentino que atua como meio-campista. Atualmente, joga no Everton.

## Carreira

### Racing
Alcaraz jogou pelo Deportes Infantiles de Villa Elisa, antes de ingressar nas categorias de base do Racing em 2017. Alcaraz fez sua estreia profissional no Racing no empate por 1–1 contra o Atlético Tucumán pelo Campeonato Argentino em 26 de janeiro de 2020.
Ele marcou o gol da vitória na final do Trofeo de Campeones de la Liga Profesional de 2022 contra o Boca Juniors na prorrogação, provocando uma grande confusão e sendo um dos dez expulsos.

### Southampton
Em janeiro de 2023, ele assinou um contrato de quatro anos e meio com o Southampton, da Premier League. De acordo com vários meios de comunicação, Alcaraz foi vendido por 12 milhões de libras, e o Racing também garantiu 15% de uma potencial venda futura. Em 14 de janeiro, Alcaraz fez sua estreia na Premier League em uma vitória por 2–1 fora de casa contra o Everton, substituindo Roméo Lavia aos 61 minutos. Marcou seu primeiro gol pelo clube no dia 11 de fevereiro, contra o Wolverhampton, balançando as redes aos 24 minutos em uma derrota em casa por 2–1.
Em 6 de outubro de 2023, Alcaraz assinou um novo contrato de cinco anos.

#### Juventus (empréstimo)
Alcaraz foi contratado pela Juventus no dia 31 de janeiro de 2024, chegando por empréstimo até o restante da temporada. O acordo de empréstimo teria incluído uma cláusula de compra opcional de 49,5 milhões de euros. O argentino estreou pelo clube no dia 4 de fevereiro, em uma derrota por 1–0 contra a Internazionale, substituindo Weston McKennie aos 90 minutos.

### Flamengo
Em 28 de agosto de 2024, Alcaraz assinou um contrato até agosto de 2029 com o Flamengo. O clube brasileiro concordou em pagar uma taxa de 18 milhões de euros, tornando-se a maior transferência da história do clube.
No Flamengo, Charly usará o número 37.

#### Everton (empréstimo)
Em 31 de janeiro de 2025, o Flamengo anunciou a saída de Alcaraz para o Everton, por empréstimo. O contrato prevê uma cláusula de compra obrigatória condicionada ao cumprimento de metas estabelecidas entre as partes.

### Everton
Em 29 de maio de 2025, o Everton acionou a cláusula de opção de compra e decidiu ficar em definitivo com o meia Alcaraz. A negociação foi finalizada nos termos acordados no empréstimo: o Flamengo vai receber 15 milhões de euros (pouco mais de R$ 96 milhões na cotação atual). Há ainda a possibilidade de mais 3 milhões de euros em bônus (R$ 19 milhões).

## Seleção Argentina
Foi convocado pela primeira vez para a Seleção Argentina no dia 5 de outubro de 2023, sendo chamado por Lionel Scaloni para os jogos contra Paraguai e Peru válidos pelas Eliminatórias da Copa do Mundo de 2026.

## Títulos
Racing
- Trofeo de Campeones de la Liga Profesional: 2022

Juventus
- Coppa Italia: 2023–24

Flamengo
- Copa do Brasil: 2024
- Taça Guanabara: 2025
- Campeonato Carioca: 2025